# Aleiodes alternator
Aleiodes alternator är en stekelart som först beskrevs av Christian Gottfried Daniel Nees von Esenbeck 1834.  Aleiodes alternator ingår i släktet Aleiodes och familjen bracksteklar. Inga underarter finns listade i Catalogue of Life.